# Natalio López Bravo
Natalio López Bravo (c. 1881-1961) fue un militar español, conocido por su rol durante la Guerra civil. Tuvo un destacado papel al frente de la 105.ª División del Cuerpo de Ejército Marroquí, interviniendo en las campañas de Aragón, Ebro y Cataluña.

## Biografía
Perteneciente al arma de infantería, fue militar de carrera. 
Durante la revolución de Asturias de 1934 fue juez especial en uno de los tribunales militares que procesaron a los rebeldes.

### Guerra civil
En julio de 1936 ostentaba el rango de teniente coronel. A pesar de estar comprometido con la conspiración militar contra la Segunda República, el general Domingo Batet —comandante de la VI División Orgánica— llegó a sopesar su nombramiento para sustituir al coronel José Gistau Algarra al frente del regimiento «San Marcial». López Bravo puso en alerta al resto de conspiradores, que procedieron a la detención del general Batet y dieron comienzo a la sublevación militar en Burgos.
Durante la contienda llegó a mandar diversas unidades militares, como la 3.ª brigada de la 53.ª División.
El 9 de marzo de 1938, ya con el rango de coronel, asumió el mando de la 105.ª División del Cuerpo de Ejército Marroquí, en el Frente de Aragón. Al frente de la unidad intervino en la ofensiva franquista que acabó cortando en dos la zona republicana. Posteriormente su división pasó a guarnecer el sector sur del río Ebro, entre Cherta y el mar Mediterráneo. Al comienzo de la batalla del Ebro sus fuerzas lograron rechazar el asalto de la XIV Brigada Internacional cerca de Amposta.
Posteriormente tomaría parte en la campaña de Cataluña. El 24 de enero de 1939 fuerzas de la división de López Bravo tomaron Castelldefels, y al día siguiente ocuparon el aeródromo del Prat. Unas semanas después López Bravo participó en la ocupación de Menorca con efectivos de la 105.ª División.

### Dictadura franquista
Tras el final de la contienda sería nombrado comandante de la 42.ª División, comandante militar de Vizcaya y, posteriormente, jefe de la 61.ª División. En 1943 ascendió al rango de general de división, siendo nombrado poco después director general de servicios del Ministerio del Ejército. Pasó a la situación de reserva en 1947.
Falleció en Madrid el 5 de enero de 1961, a los setenta y nueve años de edad.

## Condecoraciones
- Gran Cruz de la Orden de San Hermenegildo (1941)[18]
- Gran Cruz de la Orden del Mérito Militar, con distintivo blanco (1943)[19]